# Каппелен (Берн)
Каппелен (нім. Kappelen BE) — громада  в Швейцарії в кантоні Берн, адміністративний округ Зееланд.

## Географія
Громада розташована на відстані близько 19 км на північний захід від Берна.
Каппелен має площу 11 км², з яких на 10,8% дозволяється будівництво (житлове та будівництво доріг), 74,2% використовуються в сільськогосподарських цілях, 14,2% зайнято лісами, 0,8% не є продуктивними (річки, льодовики або гори).

## Демографія
2019 року в громаді мешкало 1414 осіб (+12,5% порівняно з 2010 роком), іноземців було 5,7%. Густота населення становила 129 осіб/км².
За віковим діапазоном населення розподілялося таким чином: 21,5% — особи молодші 20 років, 62% — особи у віці 20—64 років, 16,5% — особи у віці 65 років та старші. Було 618 помешкань (у середньому 2,3 особи в помешканні).
Із загальної кількості 589 працюючих 103 було зайнятих в первинному секторі, 307 — в обробній промисловості, 179 — в галузі послуг.